# Josep Palau i Fabre
Josep Palau i Fabre (Barcelona, 21 de abril de 1917-23 de febrero de 2008) fue un poeta y escritor español en catalán.

## Biografía
Hijo del pintor y decorador Josep Palau i Oller, hacia finales de los años treinta se inició en la creación literaria en el campo de la poesía. Estudió letras en la universidad y, durante los años cincuenta trabajó activamente como colaborador en revistas literarias (Poesía y Ariel), además de la editorial La Sirena (que editaría obras, por ejemplo, de Salvador Espriu). De 1946 a 1961 residió en París.
Además de poesía, escribió obras de teatro, narrativa breve y ensayos, género en el que destacan especialmente los elaborados sobre Picasso. Palau i Fabre fue, también, un activo traductor, llevando al catalán obras de Antonin Artaud, Arthur Rimbaud, Honoré de Balzac y del libro Cartas de amor de Marianna Alcoforado (la monja portuguesa). Sus trabajos han sido traducidos a numerosos idiomas.
En la población barcelonesa de Caldetas en la que residía el escritor se encuentra la Fundación Palau, inaugurada en mayo del año 2003, nacida con la vocación de conservar, exhibir y difundir el fondo artístico y documental de Josep Palau i Fabre. 
Palau i Fabre falleció el 23 de febrero de 2008 en el Hospital Universitario Valle de Hebrón de Barcelona a los 90 años y fue enterrado en el cementerio municipal de Caldetas.

## Obra

### Poesía
- 1942 Balades amargues
- 1943 L'aprenent del poeta
- 1945 Imitació de Rosselló-Pòrcel
- 1946 Càncer
- 1952 Poemes de l'alquimista (reediciones los años 1977, 1979, 1991 y 2002, en este caso bilingüe catalán-español)
- 2001 Les veus del ventríloc: poesía de teatre

### Narrativa breve
- 1983 Contes despullats
- 1984 La tesi doctoral del diable
- 1988 Amb noms de dona
- 1991 Un Saló que camina
- 1993 L'Alfa Romeo i Julieta i altres contes
- 1993 Contes de capçalera
- 1996 Les metamorfosis d'Ovídia i altres contes

### Teatro
- 1957 Esquelet de Don Joan
- 1972 Homenatge a Picasso
- 1977 Teatre
- 1978 La trágica història de Miquel Kolhas
- 1986 Avui Romeo i Julieta. El porter i el penalty
- 1991 L'Alfa Romeo i Julieta, i altres contes, precedit per Aparició de Faust
- 2000 La confessió o l'esca del pecat
- 2003 Teatre de Don Joan

### Crítica literaria y ensayos
- 1943 Pensaments
- 1961 La tragèdia o el llenguatge de la llibertat
- 1962 El mirall embruixat
- 1962 Vides de Picasso
- 1962 Vides de Picasso: assaig de biografía
- 1963 Picasso
- 1964 Doble assaig sobre Picasso
- 1966 Picasso a Catalunya
- 1970 Picasso per Picasso
- 1971 L'extraordinària vida de Picasso
- 1971 Picasso i els seus amics catalans
- 1976 Antonin Artaud i la revolta del teatre modern
- 1976 Quaderns de l'alquimista
- 1977 Pare Picasso
- 1979 El "Gernika" de Picasso
- 1981 El secret de les Menines de Picasso
- 1981 Picasso
- 1981 Picasso vivent, 1881-1907
- 1981 Picasso, Barcelona, Catalunya (con Montserrat Blanch, Alexandre Cirici e Isabel Coll)
- 1981 Picasso a l'abast
- 1983 Nous quaderns de l'alquimista
- 1990 Picasso cubisme, 19017-1917
- 1991 Quaderns inèdits de l'alquimista
- 1996 Lorca-Picasso
- 1996 Quaderns de vella i nova alquímia
- 1997 Quaderns de l'alquimista
- 1997 Estimat Picasso
- 1999 Picasso dels ballets al drama, 1917-1926
- 2004 Problemática de la tragèdia a Catalunya: obertura del curs acadèmic, 2003-2004

## Premios
- 1984 - Premio de Literatura Catalana en la modalidad de ensayo de la Generalidad de Cataluña por Nous quaderns de l'alquimista
- 1989 - Creu de Sant Jordi de la Generalidad de Cataluña
- 1996 - Premio Nacional de Literatura de la Generalidad de Cataluña por Contes de capçalera
- 1998 - Premio Lletra d'Or por Estimat Picasso
- 1999 - Premio de Honor de las Letras Catalanas
- 2000 - Medalla de Honor al Mérito Artístico del Ayuntamiento de Barcelona.
- 2000 - Officier de l'Ordre des Arts et des Lettres del Gobierno de Francia.
- 2000 - Doctor honoris causa por la Universidad de las Islas Baleares
- 2006 - Premio de la Crítica Serra d'Or de obras completas por Obra literària completa